# FK Sarajevo
Fudbalski klub Sarajevo, prescurtat FK Sarajevo este un club profesionist de fotbal din Sarajevo, capitala Bosniei și Herțegovinei. Fondat la 24 octombrie 1946, clubul a câștigat două titluri ale Iugoslaviei, fiind cel mai de succes club bosniac din perioada când această țară era o republică federativă iugoslavă. 
Înființat la 24 octombrie 1946, FK Sarajevo a fost cel mai de succes club din RS Bosnia și Herțegovina din fosta RSF Iugoslavia, câștigând două titluri din Prima Ligă Iugoslavă, terminând pe locul secund în alte două ocazii și plasându-se pe locul 6 în clasamentul tuturor timpurilor respectivei competiții. 
Astăzi, FK Sarajevo este unul dintre cel mai importante cluburi din Premijer Liga din Bosnia, unde a câștigat 5 campionate, 7 cupe și o Supercupă.  În plus, clubul a terminat pe locul secund în campionatul național de încă șapte ori.  Este clasat pe primul loc în clasamentul tuturor timpurilor din Premijer Liga și este cel mai important reprezentant al țării în competițiile europene.  FK Sarajevo este cel mai popular club de fotbal din țară, alături de FK Željezničar, cu care împărtășește o rivalitate puternică care se manifestă în derby-ul de la Sarajevo, cunoscut și sub denumirea de derby-ul Etern (Vječiti derbi).
Clubul își joacă meciurile de acasă pe stadionul Asim Ferhatović Hase, numit după legendarul atacant al clubului Asim Ferhatović.  Stadionul are o capacitate de 34.500 de locuri și este cel mai mare din țară.

## Istorie
FK Sarajevo a fost singurul club important de fotbal fondat de autoritățile iugoslave de după război în orașul Sarajevo.  Clubul a intrat în Prima Ligă Iugoslavă în sezonul 1948–49 și, în cele din urmă, a concurat în toate sezoanele, cu excepția celor două, în primul nivel.  După ce Bosnia și Herțegovina și-a câștigat independența față de Iugoslavia, FK Sarajevo a devenit unul dintre cei mai mari ambasadori ai țării, plecând într-un mare turneu mondial în timpul războiului bosniac cu scopul de a obține sprijin internațional pentru cauza țării.